# Ramón Marrero Gómez
Ramón Marrero Gómez (Cádiz, 1956) es un político español del Partido Socialista Obrero Español. Fue consejero de Trabajo y Asuntos Sociales de la Junta de Andalucía, tras el Gobierno de Manuel Chaves de la IV Legislatura, entre 1994 a 1996.
Ha sido presidente del Golf del Puerto de Santa María "Golf El Puerto, SA y del Club", y también a trabajado en el Gestor de los negocios inmobiliarios de la caja de ahorros de Aragón. Además, Ramón es socio de la caja de negocios inmobiliario de Andalucía.
En la actualidad ejerce la abogacía y realiza actividades empresariales de promoción inmobiliaria y constitución en general, de hecho, en El Puerto de Santa María tiene una inmobiliaria llamada a su nombre, "Inmobiliaria Ramón Marrero Gómez", ubicada en la calle de las margaritas.
Por último, Ramón Marrero esta casado con Toñi Vaquero Pérez de Lara.